# ケテンイミン

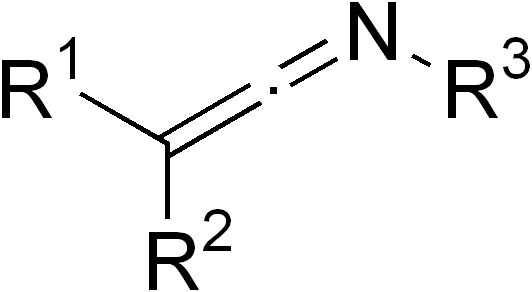
ケテンイミンの一般構造

ケテンイミン（Ketenimine）は、一般構造R1R2C=C=NR3で表される官能基を持つ有機化合物のグループ。
アルケンとイミンが集積したものであり、アレンやケテンと関連する。親化合物は、ケテンイミンCH2CNHである。